# Бригадирівська волость
Бригадирівська волость — адміністративно-територіальна одиниця Кобеляцького повіту Полтавської губернії з центром у селі Бригадирівка.
Старшинами волості були:
- 1904 року козак Михайло Іванович Ціонкало[1];
- 1913—1915 року козак Степан Петрович Кущенко[2],[3].